# Мінченко Олександр Григорович
Олекса́ндр Григо́рович Мі́нченко (* 1946) — український науковець, доктор біологічних наук (1986), професор.

## З життєпису
1969 року закінчив з відзнакою біологічний факультет Київського національного університету за спеціальністю біохімія. 1974 року захистив кандидатську дисертацію, 1986-го — докторську.
У 1990 році організував лабораторію молекулярної ендокринології. Протягом 1994—2002 років працював як запрошений вчений в університеті Томаса Джефферсона, США.
Від січня 2003 року працює в Інституті біохімії ім. О. В. Палладіна, завідувач відділу молекулярної біології; заступник директора інституту з наукової роботи.
В 2003, 2004 й 2007 роках працював у Національному онкологічному центрі Японії.
Опубліковано понад 500 його наукових робіт, серед яких 2 монографії:
- «Молекулярні механізми дії стероїдних гормонів», 1986
- «Мітохондріальний геном», 1990

2006 року за серію наукових праць «Молекулярні механізми регуляції експресії генів» у 2007 році нагороджений Премією О. В. Палладіна.
Зареєстровано 9 патентів.
Під його керівництвом захищено 13 кандидатських і 1 докторська дисертація по біохімії та біотехнології.
Наукові зацікавлення:
- вивчення молекулярних механізмів регуляції експресії генів у клітинах злоякісних пухлин
- молекулярні основи патогенезу цукрового діабету та гіпоксії
- молекулярні механізми гормональної регуляції
- альтернативний сплайсинг
- генна інженерія